# Диксон, Джеймс (дирижёр)
Джеймс Диксон (англ. James Dixon; 1929 — 3 апреля 2007, Айова-сити) — американский дирижёр, музыкальный педагог.

## Биография
Первоначально Диксон играл на трубе в духовом оркестре своей школы в городке Гатри-Сентер — и по воспоминаниям 8 мая 1945 года дирижировал импровизированным концертом оркестра по случаю победы во Второй мировой войне. По окончании школы Диксон, однако, работал булочником, но под впечатлением от посещения концерта Миннеаполисского оркестра под управлением Димитриса Митропулоса ушёл с работы и поступил в школу музыки Университета Айовы. В университете Диксон стал инициатором создания студенческого оркестра, в котором играл на литаврах и учился дирижировать. Он был рекомендован своему кумиру Митропулосу, получил его одобрение и сопровождал Митропулоса как ассистент в ходе европейского турне знаменитого дирижёра, в результате чего в 1953 году, будучи призван на военную службу, стал дирижёром симфонического оркестра Седьмой армии США, расквартированной в Германии.
По возвращении из Германии Диксон официально возглавил оркестр своего университета. В 1959—1961 гг. Диксон руководил оркестром Консерватории Новой Англии, затем на протяжении года был ассистентом Станислава Скровачевского в Миннеаполисском оркестре, после чего вновь вернулся в оркестр Университета Айовы и, начиная с 1962 года, руководил им на протяжении 35 лет. Одновременно в 1965—1994 гг. он возглавлял профессиональный Симфонический оркестр Четырёх городов (англ. Quad City Symphony Orchestra), в последний раз выступив с ним в качестве приглашённого дирижёра в 2000 году.
Многолетнее творческое содружество связывало Диксона с Чарльзом Вуориненом: с университетским оркестром Диксон осуществил премьеры нескольких сочинений Вуоринена, в том числе Первого фортепианного концерта (1966). Впервые исполнил также симфоническую поэму Брайана Феннелли «В природе спасение мира» (1975) и др. — в общей сложности около 40 мировых премьер. Работа с новейшей музыкой принесла Диксону репутацию обладателя «великолепной способности распутывать сложнейшие партитуры». В то же время Диксон считался специалистом по музыке Густава Малера и был награждён Малеровской медалью.
Наибольшее внимание музыкальной общественности привлекли два эпизода творческой биографии Диксона, относящиеся к 1975 году. 24 сентября, с университетским оркестром (партия фортепиано — Джеймс Эвери) Диксон осуществил первое в истории исполнение симфонической поэмы Александра Скрябина «Прометей» («Поэма огня») в сопровождении лазерного шоу, установка для которого была сконструирована Лоуэллом Кроссом; концерт был заснят и смонтирован в виде документального фильма, а в 2005 году перевыпущен на DVD. А спустя месяц, 22 октября, тот же университетский оркестр под управлением Диксона исполнил премьеру Третьей симфонии Энтони Бёрджесса; знаменитый писатель, на протяжении всей жизни сочинявший также и музыку, написал это произведение по заказу Диксона, обратившегося к нему после прочтения романа «Заводной апельсин» (как утверждается, Диксон не знал о занятиях Бёрджесса музыкой, но предположил, что автор этой книги не может не быть композитором). Симфония стала первым публично исполненным оркестровым произведением Бёрджесса, и благодаря этому он значительно увеличил свою композиторскую активность.
Среди записей Диксона — Камерная симфония Томаса Джефферсона Андерсона (с Лондонским филармоническим оркестром), вокальный цикл Мириам Гидеон «Песни юности и безумия» (с сопрано Джудит Раскин и Оркестром американских композиторов), симфоническая притча «Либесрок» для трёх электрогитар с оркестром Фрэнсиса Торна (с Королевским филармоническим оркестром).
В 1980 году Диксон был удостоен Премии Дитсона за вклад дирижёра в американскую музыку.